# Bobby Fish
Robert Anthony Fish (Albany, 27 de outubro de 1976), é um lutador profissional americano atualmente contratado pela All Elite Wrestling (AEW). Ele também é conhecido por seu tempo na WWE, onde atuou na marca NXT, sendo membro e co-fundador da The Undisputed Era e conquistando duas vezes o Campeonato de Duplas do NXT ao lado de seu parceiro Kyle O'Reilly.
Fish é mais conhecido por suas aparições na Ring of Honor (ROH) de 2013 á 2017, onde ele lutou como membro da dupla reDRagon e conquistou o Campeonato Mundial de Duplas da ROH três vezes e o Campeonato Mundial Televisivo da ROH uma. Ele também é conhecido por suas aparições no Japão para a Pro Wrestling Noah e para a New Japan Pro Wrestling (NJPW), onde ele conquistou o IWGP Junior Heavyweight Tag Team Championship duas vezes.

## Carreira na luta livre profissional

### Início de carreira (2002–2006)
Bobby Fish fez a sua estreia no Pro Wrestling em 2002 depois de treinar com Tony Devito e Harley Race. Ele competiu por vários anos no Nordeste sob os nomes Jerk Jackson e Madden Fisher antes de se estabelecer com o nome que ele continua a usar, Bobby Fish. Ele fez a sua estreia pela Ring of Honor em 2 de outubro de 2004 onde ele fez time com Scott Cardinal e perdeu para o Rebel's Army. Ele foi utilizado como um jobber pela ROH durante toda sua aparição inicial. Fish lutou para a Pro Wrestling Unplugged na maior parte do início de sua carreira, fazendo sua estreia em fevereiro de 2005. Ele formou uma parceria com Scott Cardinal, com quem ele lutou muitas vezes no cenário indie do Nordeste. Em 20 de maio, ele e Cardinal derrotaram três outros times para conquistarem o PWU Tag Team Championship antes de deixarem o título vago em setembro.
Depois de retornar da primeira tour com a Noah, Fish retornou para o circuito independente do Nordeste e continuou a competir lá quando ele retornava das tours da Noah. Fish lutou para a New England Championship Wrestling regularmente entre suas tours com a Noah. Em abril de 2007, ele derrotou DC Dillinger por desqualificação em uma luta pelo NECW Undisputed Triple Crown Championship, falhando em conquistar o título. Fish parte do Iron 8 de 2007, chegando até a final onde foi derrotado por Eddie Edwards. Fish retornou para a ROH no Reborn Again sendo derrotado por Claudio Castagnoli, e no Final Battle de 2007, fazendo time com Matt Cross em uma derrota para a Vulture Squad (Ruckus e Jigsaw), aparecendo também em diversas lutas no Ring of Honor Wrestling em 2009.
Em 2009, ele foi anunciado como um dos participantes escalados para lutar no primeiro show da Evolve Wrestling. Em 10 de janeiro de 2010, ele lutou na luta de abertura do Evolve 1, na qual ele foi derrotado por Kyle O'Reilly via pinfall.

### Pro Wrestling Noah (2006–2013)
Em 2006, Fish fez sua primeira tour no Japão com a Pro Wrestling Noah, fazendo sua estreia em 19 de maio de 2006 derrotando Atsushi Aoki. Por alguns anos, Fish fez tour com a Noah pelo menos uma vez por ano, algumas vezes desfrutando de várias excursões por ano. Em 2010, Fish e Eddie Edwards foram derrotados por Ricky Marvin e Taiji Ishimori na semifinal do torneio pelo GHC Junior Heavyweight Tag Team Championship. Fish participou do Global League em 2011, ganhando apenas quatro pontos. Em 2012, Fish e Edwards participaram da NTV G Cup Junior Heavyweight League, mais uma vez fazendo apenas quatro pontos. De 17 a 24 de abril de 2013, Fish e Edwards fizeram parte do Global Tag League de 2013, onde eles venceram uma as quatro lutas, falhando em avançar em seus blocos.

### Ring of Honor (2012–2017)

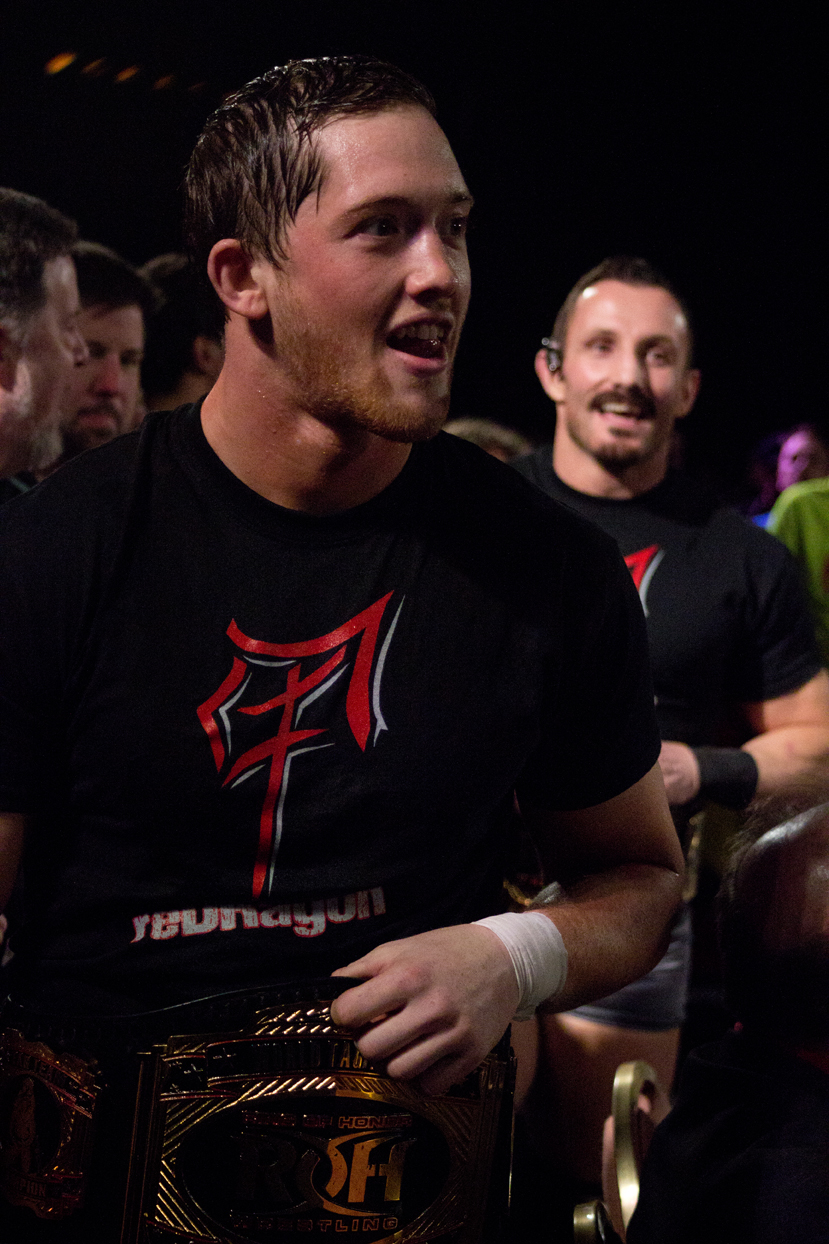
Fish (direita) e Kyle O'Reilly aparecendo na Ring of Honor como a tag team "reDRagon" em abril de 2013. Os dois conquistaram o Campeonato Mundial de Duplas da ROH em três ocasiões de 2013 a 2014

Em 2012, Fish estreou na Ring of Honor, onde ele formou uma tag team com Kyle O'Reilly nomeada "reDRagon". Em 2 de março de 2013, reDRagon derrotou os Briscoe Brothers pelo Campeonato Mundial de Duplas da ROH. Eles defenderam com sucesso o título contra Alabama Attitude (Corey Hollis e Mike Posey) no mesmo mês, e retiveram os títulos no Best in the World 2013 em junho em uma three-way match contra C & C Wrestle Factory (Caprice Coleman e Cedric Alexander) e S.C.U.M. (Cliff Compton e Rhett Titus). Eles perderam o título para os Forever Hooligans (Alex Koslov e Rocky Romero) em 27 de julho. Eles reconquistaram o título derrotando The American Wolves (Davey Richards e Eddie Edwards) em 17 de agosto. Durante todo o restante de 2013, reDRagon defenderam com sucesso o título contra times como C & C Wrestle Factory, os Forever Hooligans, Jay Lethal e Michael Elgin e Outlaw, Inc. (Homicide e Eddie Kingston). Em 2014, eles retiveram o título contra Adrenaline Rush (ACH e TaDarius Thomas) no 12th Anniversary Show da ROH em fevereiro, antes de perderem os títulos em 8 de março para The Young Bucks.
Fish e O'Reilly reconquistaram o título de duplas derrotando The Young Bucks em 17 de maio, no pay-per-view co-promovido pela ROH e New Japan Pro Wrestling (NJPW) War of the Worlds. Eles defenderam com sucesso o título contra The Briscoe Brothers em 7 de junho e contra Christopher Daniels e Frankie Kazarian no primeiro pay-per-view ao vivo da ROH Best in the World 2014 em 22 de junho. Em 23 de novembro de 2014, reDRagon derrotou ACH e Matt Sydal, The Addiction e The Briscoes para reterem o Campeonato Mundial de Duplas da ROH e vencerem o torneio Tag Wars. Eles deram sequência á suas vitórias com defesa de títulos bem sucedidas contra os Time Splitters (Alex Shelley e Kushida) no Final Battle 2014, The Young Bucks no ROH 13th Anniversary Show e The Kingdom (Michael Bennett e Matt Taven) no Supercard of Honor IX em março de 2015. Fish e O'Reilly perderam o título de duplas para The Addiction (Daniels e Kazarian) nas gravações do Ring of Honor Wrestling em 4 de abril.
Em 13 de maio, durante a segunda noite do War of the Worlds '15, Fish desafiou sem sucesso Jay Briscoe pelo Campeonato Mundial da ROH. Em 18 de dezembro de 2015 durante o Final Battle, Fish desafiou sem sucesso Roderick Strong pelo Campeonato Mundial Televisivo da ROH.
Em 8 de maio de 2016, no Global Wars, Fish derrotou Tomohiro Ishii para se tornar o novo Campeão Mundial Televisivo da ROH. Ele perdeu o título para Will Ospreay em 18 de novembro. Fish foi escalado para competir em uma four-way match pelo título Televisivo no Final Battle, contra o campeão Marty Scurll, Will Ospreay e Dragon Lee, mas foi forçado a retirar-se devido a uma emergência familiar. Em 3 de janeiro de 2017, foi reportado que Fish havia reassinado com a ROH. Fish não obteve sucesso em conquistar o Campeonato Mundial da ROH de Adam Cole no Manhattan Mayhem VI. Em março de 2017, Fish anunciou sua saída da Ring of Honor.

### New Japan Pro Wrestling (2014–2016)

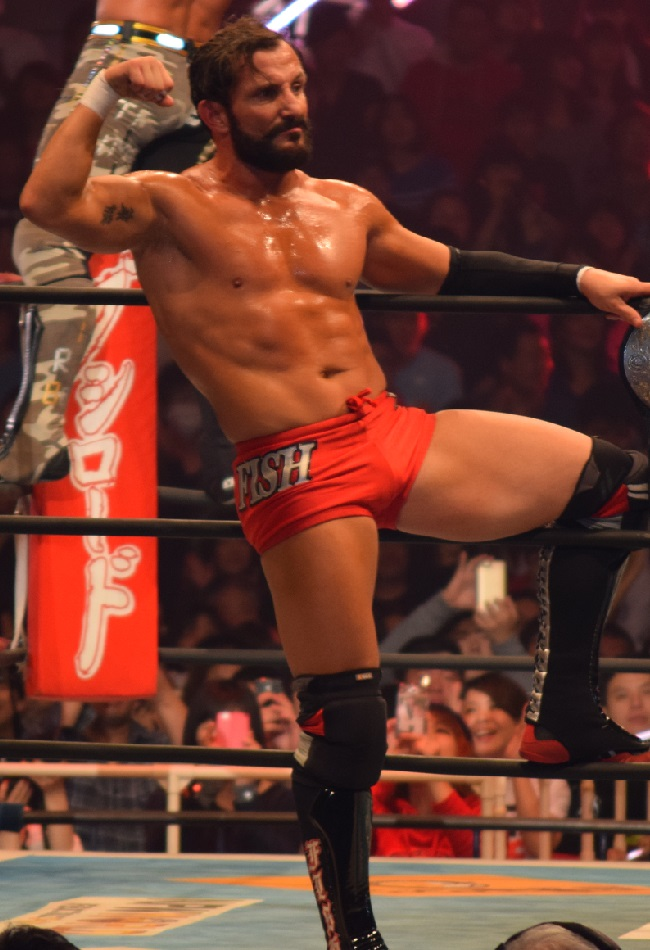
Fish aparecendo na New Japan Pro Wrestling em novembro de 2015

Devido a relação da ROH com a NJPW, reDRagon fez uma aparição pela empresa japonesa em 10 de agosto de 2014, desafiando sem sucesso os Time Splitters (Alex Shelley e Kushida) pelo IWGP Junior Heavyweight Tag Team Championship. reDRagon retornou para a NJPW em 25 de outubro para participar do 2014 Super Jr. Tag Tournament. E 3 de novembro, reDRagon derrotou The Young Bucks na final para vencer o torneio. Cinco dias depois no Power Struggle, reDRagon derrotou Time Splitters em uma revanche para se tornarem os novos IWGP Junior Heavyweight Tag Team Champions. Eles fizeram a sua primeira defesa bem sucedida de título em 4 de janeiro de 2015, no Wrestle Kingdom 9 in Tokyo Dome, em uma four-way match contra os Forever Hooligans, Time Splitters e The Young Bucks. Em 11 de fevereiro no The New Beginning in Osaka, reDRagon perdeu o título para The Young Bucks em uma three-way match, também envolvendo os Time Splitters.
reDRagon retornou para a NJPW em 3 de maio de 2015 no Wrestling Dontaku 2015, onde eles sem sucesso lutaram pelo IWGP Junior Heavyweight Tag Team Championship em uma three-way match contra Roppongi Vice (Beretta e Rocky Romero) e The Young Bucks. Mais tarde naquele mês, Fish entrou no Best of the Super Juniors de 2015. Ele terminou seu bloco em segundo com cinco vitórias e duras derrotas, faltando pouco para avançar ás finais do torneio. Depois do torneio, reDRagon receberam uma revanche pelo IWGP Junior Heavyweight Tag Team Championship em uma three-way match, também envolvendo Roppongi Vice, mas foram novamente derrotados pelo The Young Bucks em 5 de junho no Dominion 7.5 in Osaka-jo Hall. Em 16 de agosto, reDRagon derrotaram The Young Bucks para conquistarem o IWGP Junior Heavyweight Tag Team Championship pela segunda vez. Eles perderam o título de volta para The Young Bucks em uma four-way match em 4 de janeiro de 2016, no Wrestle Kingdom 10 in Tokyo Dome. Em 17 de setembro no Destruction in Tokyo, Fish recebeu sua primeira oportunidade por um título individual na NJPW, quando ele sem sucesso desafiou Katsuyori Shibata pelo NEVER Openweight Championship.

### WWE(2017–2021)

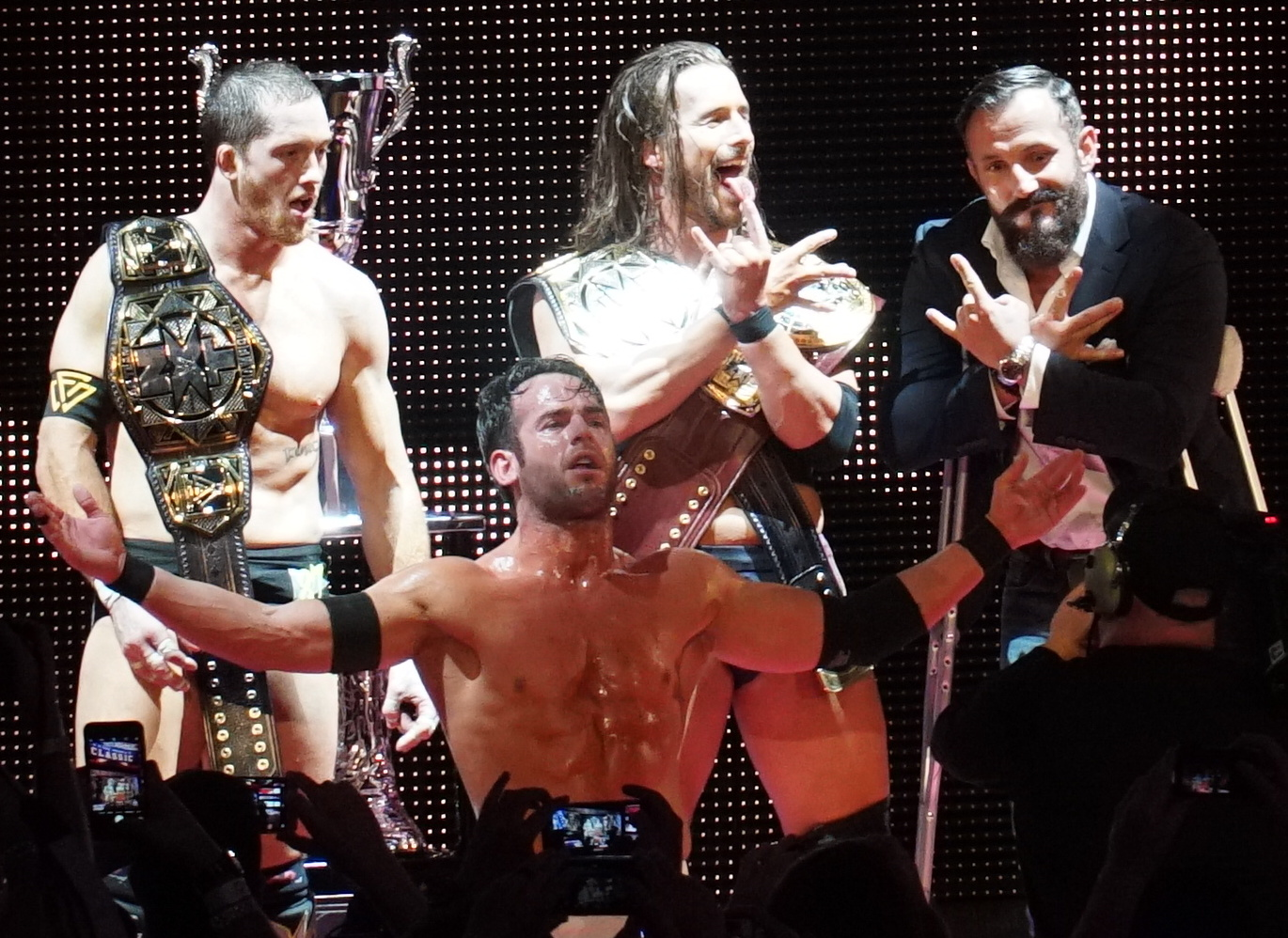
The Undisputed Era (da esquerda para direita, Kyle O'Reilly, Roderick Strong, Adam Cole e Fish como campeões de duplas do NXT.

Bobby Fish fez a sua estreia pela WWE nas gravações do NXT em 23 de junho de 2017, sendo derrotado por Aleister Black. Triple H confirmou a assinatura da Fish em 12 de julho.
No NXT TakeOver: Brooklyn III, Fish, juntamente com Kyle O'Reilly, atacou a SAnitY depois deles derrotarem The Authors of Pain para conquistarem o Campeonato de Duplas do NXT. Mais tarde naquela noite, os dois ajudaram o estreante Adam Cole a atacar o novo Campeão do NXT Drew McIntyre, tornando Fish um heel no processo. No mês seguinte, o trio de Fish, Cole e O'Reilly foi oficialmente nomeado como "The Undisputed Era". No episódio de 27 de setembro do NXT, O'Reilly e Fish estavam do lado de fora do ringue quando Cole derrotou Eric Young. Em 4 de outubro no episódio do NXT, depois da luta de Roderick Strong com Drew McIntyre, The Undisputed Era apareceu e ofereceu apoio a Strong. Em 11 de outubro no episódio do NXT, The Undisputed Era na rampa de entrada com a competidora do Mae Young Classic Taynara Conti. Com o encorajamento de Adam Cole, Bobby Fish e Kyle O’Reilly, a judoca faixa-preta distraiu Cross e a impediu de fazer o pin, garantindo que a membro da SAnitY não avançasse para a NXT Women’s Title Fatal 4-Way Match no NXT TakeOver: WarGames. Em 18 de outubro no episódio do NXT, The Undisputed Era lutou contra a SAnitY com o combate acabando sem resultado. Em 25 de outubro no episódio do NXT, The Undisputed Era deu a Roderick Strong uma braçadeira da Undisputed Era, com Cole dizendo a Strong que ele “não era um perdedor” e oferecendo-lhe uma posição no grupo. Em 1 de novembro no episódio do NXT, The Undisputed Era atacou ambos SAnitY e The Authors of Pain durante a luta pelo Campeonato de Duplas do NXT e foi anunciado que a The Undisputed Era seria incluida na luta WarGames no NXT TakeOver: WarGames. No evento, The Undisputed Era derrotou SAnitY e o time de Roderick Strong e The Authors Of Pain para vencerem a primeira luta WarGames em 17 anos. Em 20 de dezembro no episódio do NXT, Fish e O'Reilly derrotaram SAnitY para conquistarem o Campeonato de Duplas do NXT.

## MMA
Fish treinou com Jerrick Jones no Albany Boxing antes da sua estreia nas artes marciais mistas em 29 de janeiro de 2010. Ele teve seu primeiro combate pela organização Cage Wars no Washington Avenue Armory em Albany, Nova Iorque e derrotou Justin Pierpoint por nocaute técnico no terceiro round depois de Pierpoint quebrar o nariz no fim do segundo.

## No wrestling
- Movimentos de finalização
  - Fish Hook Deluxe Edition (Heel hook)
  - Flying Fish Hook (High knee)[53]
  - Sleeping With The Fishes (Jumping spin kick)
  - Double jump moonsault[53]
  - Diving headbutt[53]
- Movimentos secundários
  - Falcon Arrow (Sitout suplex slam, às vezes da segunda corda[53])
  - Space Rolling Elbow (Cartwheel back elbow em um oponente no córner)
  - Crossface
  - Сross armbreaker, às vezes rolando
  - Dragon screw
  - Fireman's carry double knee gutbuster
  - Flying cross chop
  - Frankensteiner
  - Gorilla press double knee gutbuster
  - Inverted atomic drop
  - Múltiplas variações de chutes
    - Roundhouse
    - Shoot

  - Múltiplas variações de suplex
    - Exploder, às vezes no córner
    - German
    - Saito, às vezes enquanto segura a perna do oponente
    - Snap[53]

  - Samoan drop
  - Slingshot somersault senton
  - Springboard moonsault para fora do ringue
  - Tilt-a-whirl backbreaker[53]
- Apelido(s)
  - "The Burden"[3]
  - "The Infamous"[3]
  - "The Round Eye Samurai" (PWG)
- Temas de entrada
  - "Dance Away" por Damn Valentines (usado enquanto time com Kyle O'Reilly)
  - "Behind Bars" por Auracle (NXT, 23 de junho de 2017 - 19 de agosto de 2017)
  - "Undisputed" por CFO$ (NXT, 20 de setembro de 2017 - 2021; usado enquanto parte da The Undisputed Era)

## Títulos e prêmios
- Collision Pro Wrestling
  - CPW Heavyweight Champion (1 vez)
- High Risk Wrestling

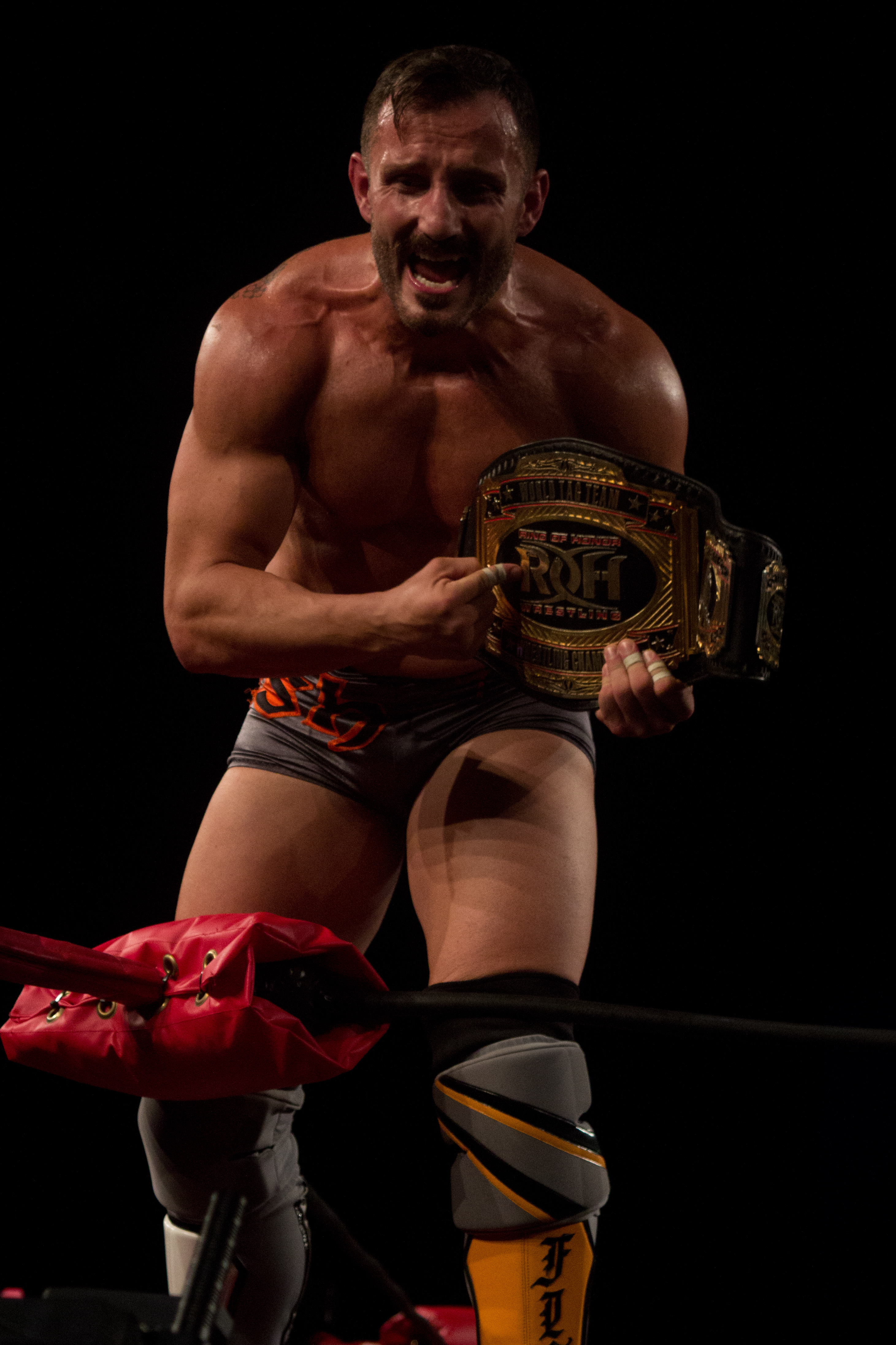
Fish como Campeão Mundial de Duplas da ROH em 2013.

  - HRW Tag Team Championship (1 vez) – com Kyle O'Reilly[54][55]
- New England Championship Wrestling
  - NECW Heavyweight Championship (1 vez)[56]
- New Japan Pro Wrestling
  - IWGP Junior Heavyweight Tag Team Championship (2 vezes) – com Kyle O'Reilly[36][44]
  - Super Jr. Tag Tournament (2014) – com Kyle O'Reilly[35]
- Pro Wrestling Unscripted
  - PWU Tag Team Champion (1 vez) – com Scott Cardinal[57]
- Pro Wrestling Illustrated
  - PWI o colocou na 26ª dos 500 melhores lutadores individuais na PWI 500 em 2016[58]
- Ring of Honor
  - ROH World Tag Team Championship (3 vezes) – com Kyle O'Reilly[9][19]
  - ROH World Television Championship (1 vez)[29]
  - ROH World Television Championship #1 Contender Tournament (2015)[59]
  - Tag Wars Tournament (2014) – com Kyle O'Reilly[22]
  - Survival of the Fittest (2016)
- Upstate Pro Wrestling
  - UPW Heavyweight Championship (1 vez)[60]
- WWE NXT
  - NXT Tag Team Championship (2 vezes) – com Kyle O'Reilly, Adam Cole e Roderick Strong[61]